# Andrzej Żelazowski
Andrzej Żelazowski (ur. 13 lipca 1944 w Mińsku Mazowieckim) – polski polityk, działacz PZPR, poseł na Sejm II i III kadencji.

## Życiorys
Absolwent (1964) pomaturalnej Państwowej Szkoły Dokumentacji Naukowo-Technicznej. Podjął studia na Wydziale Prawa Uniwersytetu Warszawskiego, których nie ukończył. Przez wiele lat do czasu rozwiązania był członkiem Polskiej Zjednoczonej Partii Robotniczej.
W latach 1974–1981 pracował jako kierownik kadr Przemysłowego Instytutu Automatyki i Pomiaru w Warszawie. W latach 80. był zatrudniony w komitecie dzielnicowym PZPR Warszawa-Ochota.
W latach 90. należał do założycieli Towarzystwa Kultury Świeckiej i Socjaldemokracji Rzeczypospolitej Polskiej. Był etatowym pracownikiem SdRP, jej sekretarzem wykonawczym i przewodniczącym w Warszawie. Od 1993 do 2001 sprawował mandat posła na Sejm II i III kadencji, wybranego z listy ogólnopolskiej Sojuszu Lewicy Demokratycznej. W 2001 bez powodzenia ubiegał się o mandat senatora. W 2004 należał do inicjatorów powołania w ramach SLD Platformy Socjalistycznej, a w 2008 wybrano go do komisji etyki partii.
W 2022 wystąpił z powstałej z przekształcenia SLD Nowej Lewicy.